# Eupithecia piceata
Eupithecia piceata är en fjärilsart som beskrevs av Louis Beethoven Prout 1915. Eupithecia piceata ingår i släktet Eupithecia och familjen mätare. Inga underarter finns listade i Catalogue of Life.